# سالوک علیا
سالوک علیا، روستایی از توابع بخش الوت شهرستان بانه در استان کردستان کشور ایران است.

## جمعیت
این روستا در دهستان پشت آربابا قرار دارد و براساس سرشماری مرکز آمار ایران در سال ۱۳۸۵، جمعیت آن ۲۴۷ نفر (۴۲خانوار) بوده‌است.